# Micurus asperipennis
Micurus asperipennis är en skalbaggsart som beskrevs av Leon Fairmaire 1896. Micurus asperipennis ingår i släktet Micurus och familjen långhorningar.
Artens utbredningsområde är Madagaskar. Inga underarter finns listade i Catalogue of Life.